# Топлеш
Топлеш е бивше село в Търновски окръг, Габровска околия (днес Община Габрово, област Габрово). В 1905 година към Топлеш е присъединено село Шишовци, а в 1953 са присъединени колибите Джилиджеците. Топлеш съществува до 1965 година, когато селото е заличено.
При избухването на Балканската война един човек от Топлеш е доброволец в Македоно-одринското опълчение.

## Личности
Родени в Топлеш
- Георги Баев (1878 – 1923), лекар
- Иван Христов (1864 – ?), македоно-одрински опълченец, Нестроева рота на 11 сярска дружина, носител на бронзов медал[4]
- Лалю Трифонов, иконописец